# Домаморич
Домаморич (укр. Домаморич) — село в Подгороднянской сельской общине Тернопольского района Тернопольской области Украины.
Население по переписи 2001 года составляло 692 человека. Занимает площадь 1838 км². Почтовый индекс — 46003. Телефонный код — 352.